# Cantó de Bergues
El cantó de Bergues (neerlandès Kanton Sint-Winoksbergen) és un cantó francès del departament del Nord, a la regió dels Alts de França. Està enquadrat al districte de Dunkerque i té 13 municipis. El cap cantonal és el municipi de Bergues.

## Municipis
- Armbouts-Cappel
- Bergues
- Bierne
- Bissezeele
- Crochte
- Eringhem
- Hoymille
- Pitgam
- Quaëdypre
- Socx
- Steene
- West-Cappel
- Wylder

## Administració
| Data d'elecció | Identitat       | Partit | Qualitat |
| -------------- | --------------- | ------ | -------- |
| març 2004      | Monique Denise  | PS     |          |
| març 1998      | Claude Cornélis | PS     |          |
|                |                 |        |          |

## Demografia
| 1962 | 1968   | 1975   | 1982   | 1990   | 1999   | 2006   |
| ---- | ------ | ------ | ------ | ------ | ------ | ------ |
| -    | 11.852 | 13.842 | 16.907 | 17.744 | 17.873 | 17.539 |